# Maria Józefa Menéndez
Maria Józefa Menéndez (ur. 4 lutego 1890 w Madrycie, zm. 29 grudnia 1923) – hiszpańska zakonnica, katolicka mistyczka i stygmatyczka, Służebnica Boża.

## Życiorys
Józefa była najstarszym dzieckiem wojskowego Leonarda Menéndez i Lucji z domu Moral. 19 marca 1901] przystąpiła do pierwszej komunii świętej. Wkrótce potem rozpoczęła naukę w dwuletniej szkole kroju, szycia i mody. W 1912, za radą swego spowiednika, wstąpiła do Zgromadzenia Najświętszej Maryi Panny Odkupicielki. Na prośbę matki, pod koniec postulatu, wróciła do rodzinnego domu. Kiedy ukończyła dwadzieścia dziewięć lat, ponownie poprosiła o przyjęcie do tego samego zakonu, ale jej prośba została odrzucona. Wtedy miała po raz pierwszy doznać objawienia Jezusa. 4 lutego 1920 wstąpiła do Zgromadzenia Sióstr Najświętszego Serca Jezusa w San Sebastián, skąd po miesiącu wyjechała do Francji. Już podczas postulatu i nowicjatu w Poitiers miała doznawać mistycznych objawień Chrystusa i Maryi, dotyczących Serca Jezusa. Została obdarzona stygmatami, które miały być pokutą za grzechy ludzkości. Śluby zakonne złożyła 16 lipca 1922. Zmarła 29 grudnia 1923.
W 1944 zostały wydane kompletne notatki z objawień Józefy, opracowane przez ówczesną przełożoną generalną M. Teresę de Lescure, bezpośredniego świadka objawień mistyczki.